# خداباوری فلسفی
خداباوری فلسفی (به انگلیسی: Philosophical theism)، باوری است که می‌گوید وجود متعال، مستقل از آموزه‌ها یا وحی در هر دین خاصی، وجود دارد و یا باید وجود داشته باشد. خداباوری فلسفی نشان‌دهنده اعتقاد به خدا بدون آموزه است، به جز آنچه که با عقل و تأمل در قوانین طبیعی قابل تشخیص است. برخی از خداباوران فلسفی با استدلال‌های فلسفی وجود خدا را می‌پذیرند، درحالی‌که برخی دیگر خود را دارای ایمانی دینی می‌دانند که نیازی به استفاده از استدلال عقلانی ندارد، یا نمی‌تواند داشته باشد.
خداباوری فلسفی با دیدگاه فلسفی قرن هجدهم یعنی دادارباوری شباهت‌هایی دارد.